# Babylon Translator
Babylon Translator ist ein automatisches Übersetzungsprogramm für Microsoft-Windows-Betriebssysteme. Es verfügt über eine Texterkennung, die es ermöglicht, die Übersetzung durch einen Mausklick auf ein beliebiges Wort in Texten zu starten. Dazu verwendet das Programm eine integrierte OCR-Software. Nachzuschlagende Wörter werden direkt vom Bildschirm erkannt − das Prinzip funktioniert selbst in Bilddateien. Verglichen mit den zum Zeitpunkt seiner Veröffentlichung bekannten Programmen wurde damit eine neue Benutzerschnittstelle popularisiert.
Mit Babylon Translator wurde 1997 das von Bill Gates propagierte Motto „Information at your fingertips“ umgesetzt, das eine allgemeine, schnelle Zugänglichkeit von Informationen mit Hilfe von an Netzwerke angeschlossenen Computern als Vision enthielt. Ein einfacher Mausklick in Babylon auf ein Schlüsselwort liefert durch Integration unterschiedlichster Nachschlagewerke dessen Übersetzung in andere Sprachen, die Bedeutung von Abkürzungen usw.

## Geschichte und Kontroverse
Die Geschichte von Babylon begann 1995, als Amnon Ovadia die Idee hatte, ein englisch-hebräisches Wörterbuch zu erstellen, das den Lesevorgang am Bildschirm des PCs nicht mehr unterbricht. Das Unternehmen Babylon wurde 1997 in Or Jehuda, Israel durch Ovadia und Shuki Preminger, finanziell unterstützt durch Mashov Computers (heute Formula Vision Technologies Ltd.), gegründet.
Noch im Herbst desselben Jahres wurde ein erstes US-Patent für den innovativen Übersetzungsansatz angemeldet.
1998, ein Jahr nach dem Start des Unternehmens rühmte sich die Firma, mehr als 2 Millionen Anwender zu haben, vorwiegend in Deutschland und Brasilien, wobei sich die Zahl der Anwender alleine in diesem Jahr von 420.000 auf 2,5 Millionen steigerte.
Im Jahr 2000 sprach man bereits von über 4 Millionen Anwendern, und das Programm zählte in Bezug auf die Zahl der heruntergeladenen Dateien zu den meistfrequentierten bei ZDnet Frankreich, AOL Deutschland und Tucows.
Anfang 2000 geriet das Unternehmen in finanzielle Schwierigkeiten. Im Frühjahr 2000 misslang der Versuch einer Privatplatzierung von Babylon Ltd., der in Vorbereitung eines Börsengangs 20 Millionen US-Dollar einbringen sollte, womit die Hoffnungen des Unternehmens auf den späteren Gang an die Börse aufgegeben werden mussten. Weiterhin verlor Babylon Ltd. in diesem Jahr 15 Millionen Schekel.
Noch weiter bergab ging es mit der unter dem Namen Dotcom-Blase bekannt gewordenen Finanzkrise. 2001 setzten sich die finanziellen Verluste für Babylon Ltd. fort, was die Muttergesellschaft Formula Vision weitere 4,7 Millionen Schekel kostete.
Als Resultat der finanziellen Verluste änderte Babylon das Geschäftsmodell weg vom Freeware-Angebot hin zur kostenpflichtigen Lizenz, woraufhin sich laut Wired einige Anwender mit Aussagen wie „Untergrabung des Geistes des Internets“ beschwerten. Auf Computern mit Internetverbindung ohne eine installierte Firewall stellte der freie Client seinen Dienst ein und zwang die Anwender zum Kauf der kostenpflichtigen Software. Ohne Internetverbindung war die Installation des Offline-Wörterbuchs dict50.exe nötig. Außerdem verwendete das Unternehmen in früheren Adware-Versionen die kontrovers diskutierte, weil oft als Spyware betrachtete Cydoor-Komponente, die z. B. auch im 2005 eingestellten eXeem-Client für Peer-to-Peer-Tauschbörsen verwendet wurde. Bis Version 4.0 wurde so ein Benutzer-Tracking durchgeführt.
2007 stieg der Unternehmer und Investor Noam Lanir (* 18. Februar 1967) mit mehrheitlicher Kontrolle in das Unternehmen ein, und Entwicklungen wie die neue Version des Babylon Builder und der in Vorbereitung der Veröffentlichung von Version 7.0 eingeführte Online-Community-Dienst LingoZ machen den aktuellen Wandel in der Philosophie des Unternehmens Babylon sichtbar. Die FAQ von LingoZ sprechen dazu eine eindeutige Sprache: „Secondly, we give loud and clear credit to contributors“.
Zum lizenzierten Software-Client stehen neben den kommerziell vermarkteten Inhalten und den online für jeden zugänglichen, von der früheren Community geschaffenen Babylon-Inhalten, nun online erweiterbare LingoZ-Glossare von Babylon Ltd. zur freien Verfügung.

## Das Unternehmen Babylon Ltd.
Babylon Ltd. wurde 1997 als Entwicklungsfirma für die gleichnamige Übersetzungssoftware gegründet. Der Hauptsitz des Unternehmens, das ca. 80 Mitarbeiter beschäftigt, befindet sich in Israel. Weiterhin existiert eine Tochtergesellschaft in Deutschland.
Im Februar 2007 wagte das Unternehmen den Schritt an die Israelische Börse in Tel Aviv.
Hauptanteilseigner von Babylon Ltd. sind Reed Elsevier (LSE: REL, NYSE: RUK), Formula Vision Technologies, eine Tochtergesellschaft von Formula Systems (NASDAQ: FORTY), The Monitin Group (Eliezer Fishman) und der Unternehmensgründer Amnon Ovadia.

## Kostenpflichtige Angebote von Babylon
Die Testversion des Babylon-Client ist in ihrer Laufzeit auf 30 Tage beschränkt. Von 1997 bis Anfang des Jahres 2001 wurde die Babylon-Software kostenlos zum Herunterladen angeboten. Im Februar 2001 mit der Version 4.0 ist Babylon Ltd. dazu übergegangen, kommerziell Softwarelizenzen für Privatanwender zu vertreiben, wobei ältere Versionen des Babylon-Clients anschließend teilweise nicht mehr einwandfrei funktioniert haben.
Für Unternehmen bietet Babylon seit einiger Zeit eine spezielle, kostenpflichtige Babylon-Enterprise-Version, speziell für den Einsatz in Unternehmen.
Der aktuelle Babylon-Client bietet ein integriertes System zur Sprachausgabe, bei dem zwischen unterschiedlichen Stimmen gewählt und die Sprechgeschwindigkeit angepasst werden kann.
Babylon bietet heute zahlreiche, kostenpflichtige Inhalte von namhaften Wörterbuchverlagen wie PONS, Wahrig, Langenscheidt, Oxford, Britannica und viele anderen Verlagen zur Implementierung und Nutzung im Babylon Translator an, es ist jedoch auch eine große Anzahl kostenloser Glossare zur Nutzung im Babylon Translator verfügbar.

## Kostenlose Inhalte für lizenzierte Babylon-Nutzer

### Umrechnungen
Zu den für lizenzierte Babylonnutzer kostenlos verfügbaren Angeboten gehören u. a. Wetterdaten, Fahrpläne und Devisenkurse, wobei letztere im Babylon-Client bei vorhandener Onlineverbindung automatisch über den Dienstleister XE.com auf Forex-Kurswerte aktualisiert werden und so jederzeit aktuell zur Umrechnung zwischen verschiedenen Währungen zur Verfügung stehen.
Weiterhin können mit dem Babylon Translator verschiedene physikalische Messgrößen und Einheiten in andere SI-Einheiten und Nicht-SI-Einheiten umgerechnet werden.
| Mittels Babylon umrechenbare Größen | Mittels Babylon umrechenbare Größen | Mittels Babylon umrechenbare Größen | Mittels Babylon umrechenbare Größen | Mittels Babylon umrechenbare Größen | Mittels Babylon umrechenbare Größen | Mittels Babylon umrechenbare Größen | Mittels Babylon umrechenbare Größen |
| ----------------------------------- | ----------------------------------- | ----------------------------------- | ----------------------------------- | ----------------------------------- | ----------------------------------- | ----------------------------------- | ----------------------------------- |
| Winkelmaß                           | Strecke                             | Flächeninhalt                       | Volumen                             | Masse                               | Dichte                              | Kraft                               | Drehmoment                          |
| Geschwindigkeit                     | Energie                             | Leistung                            | Druck                               | Temperatur                          | Zeit                                | Dateigröße                          | Küchenmaß                           |

Auch die Ortszeit und der Zeitunterschied zweier Orte sowie die Differenz zwischen verschiedenen Zeitzonen kann mit Hilfe der Babylon-Software bestimmt werden.

### Glossary Builder und freie Wörterbücher
Der Babylon Translator verbreitete sich nach seiner Veröffentlichung zunächst recht schnell, da die Nutzer mit dem kostenlos verfügbaren Babylon Builder Wörterbücher zu zahlreichen Gebieten erstellten und zum freien Herunterladen anboten.
Diese Wörterbücher und Verzeichnisse werden von Babylon zwar frei angeboten, zu deren Nutzung ist heute jedoch eine Softwarelizenz für den Babylon Translator erforderlich. Diese indirekte Kommerzialisierung von kostenlos erstellten Inhalten führte seinerzeit zu erheblicher Verärgerung in der Babylon-Gemeinschaft, weil das freiwillige Engagement der Nutzer zu kommerziellen Zwecken genutzt wurde.
Mitte August 2007 hat Babylon die dritte Version seiner Software zur Erstellung von Benutzerwörterbüchern, den Babylon Glossary Builder veröffentlicht. Diese neue Version beruht auf XML und wird für Privatanwender kostenlos, für Unternehmen jedoch kostenpflichtig angeboten.
Glossare, die mit Microsoft Word oder anderen Texteditoren erstellt wurden, konnten bei früheren Versionen des Babylon Builders nach dem Abspeichern als HTML-Datei importiert werden. Diese Funktionalität wird vom neuen Babylon Glossary Builder nicht mehr in derselben Art und Weise unterstützt.
Ein mit dem Babylon Glossary Builder erstelltes Glossary-Projekt (GPR) zur Erstellung eines Babylon Glossary (BGL) basiert entweder auf Babylon-GLS- bzw. TXT-Dateien oder aber auf XLS- bzw. XLSX-Dateien (Microsoft Excel), wobei die Software verschiedene Optionen zur Erstellung der Wörterbücher anbietet und eine Verlinkung von Online-Inhalten ermöglicht.

#### Besonders exotische Wörterbücher
Da der Babylon Glossary Builder das Erzeugen von Glossaren mit beliebigem Inhalt ermöglicht, existieren auch exotische Wörterbücher wie beispielsweise
- das Bach-Werke-Verzeichnis
- die Beethovens Opus-Werke
- die Österreichischen Autokennzeichen
- der ICD-10-Thesaurus
- ein Glossar ungewöhnlicher Sexualpraktiken

### Online-Inhalte im Babylon-Client
Seit 2006 bietet Babylon Zugriff auf Wikipedia in 13 Sprachen (Arabisch, Chinesisch, Niederländisch, Englisch, Französisch, Deutsch, Hebräisch, Italienisch, Japanisch, Koreanisch, Portugiesisch, Spanisch und Türkisch). Babylon stellt den ersten Abschnitt eines Wikipedia-Artikels im Client dar und dem Nutzer einen Link zum gesamten Artikel zur Verfügung.
Nachdem der Translator durch seine Kommerzialisierung zunächst einen erheblichen Teil seiner früheren Bedeutung eingebüßt hatte, scheint das Übersetzungswerkzeug in jüngerer Zeit wohl auch wegen der kostenlosen Plug-ins zur Nutzung von Wikipedia in Verbindung mit Babylon wieder an Bedeutung zu gewinnen.
Außerdem ist im aktuellen Babylon-Client eine Übersetzungsfunktion integriert, die einen frei eingegebenen Text zur Online-Maschinenübersetzung mittels Drittsoftware an einen Server überträgt und die Übersetzung dieses Textes in wenigen Sekunden zurückliefert, wobei Ausgangs- und Zielsprache aus einem Angebot von 17 bzw. 18 möglichen Sprachen gewählt werden können.

## Babylon Online
Auf der Homepage von Babylon ist heute neben den vielen kommerziell und nicht kommerziell über Download vertriebenen Wörterbüchern mit dem Babylon Online Dictionary ein Onlinedienst verfügbar, der die Recherche nach Worten bzw. Übersetzungen in den für Babylon verfügbaren 1300 Wörterbüchern in über 50 Sprachen ermöglicht.
Der Onlinedienst bietet zudem die Möglichkeit, unter Nutzung von Google nicht nur das Web zu durchsuchen, sondern unter dem Stichpunkt Definition auch nach Wortdefinitionen in den bei Babylon verfügbaren Glossaren zu suchen.
Mit Version 7.0 hat Babylon Ltd. unter dem Namen LingoZ ein neues Online-Wörterbuch eingeführt, das ähnlich wie ein Wiki gepflegt werden kann und aufgrund der bereits vorhandenen, integrierten Babylon-Inhalte heute bereits fast 4,5 Millionen Definitionen enthält.

## Versionshistorie
Ab Version 4 ist ein Upgrade des Babylon-Client auf die aktuelle Version möglich.

### Kostenpflichtige Versionen des Babylon Translator Client
| Name                     | Versionsnummer      | Erscheinungsdatum | Neuerungen |
| ------------------------ | ------------------- | ----------------- | --- |
| Babylon 10               | Version 10.5.0.12   | 14. November 2016 | Ermöglicht Übersetzungen mit nur einem Mausklick und direkten Zugriff auf Wikipedia |
| Babylon 9                | Version 9.0.5       | 10. Juni 2012     | Unbekannt |
| Babylon 8                | Version 8.0.0.22    | Mai 2009          | Volltextübersetzung, Webseitenübersetzung, Rechtschreibprüfung, Babylon Globe |
| Babylon 7                | Version 7.0.3 (r24) | 4. September 2008 | Neuer Startscreen mit Animation |
| Babylon 7                | Version 7.0.0 (r13) | 11. Oktober 2007  | Konfigurierbares Layout mit neuen Funktionsbuttons, LingoZ-Integration, sprach- und kontextabhängige Übersetzung |
| Babylon 6                | Version 6.0.3 (r4)  | 16. Juli 2007     | Integrierte Babylon-Search-Symbolleiste |
| Babylon 6                | Version 6.0.2       | 27. Juni 2007     | Verbesserungen am Adobe-Acrobat-Plugin, Integration der Onlinesuche Babylon Search, Verbesserungen bei der Anwendung unter Windows Vista |
| Babylon 6                | Version 6.0.1       | 4. Dezember 2006  | Übersetzung aus Microsoft Word und Internet Explorer mittels Kontextmenü und Symbolleiste, Benutzerschnittstelle nun in 14 statt bisher zwölf Sprachen verfügbar, Windows-Vista-Kompatibilität, Wörterbuchaktualisierungen, neue Währungen in der Devisenumrechnung                    |
| Babylon 6                | Version 6.0.0 (r20) | 30. April 2006    | Neue Benutzerschnittstelle mit integrierter One-click-Maschinenübersetzung in 17 Sprachen (online), SAPI5-kompatible Sprachausgabe (Say it) unter Verwendung der Microsoft Windows Text to speech Sprachsynthese                                                                       |
| Babylon-Pro              | Version 5.0.6 (r13) | 29. November 2005 | Rechtschreibalternativen (Did you mean?), Rückübersetzung per Mausklick, Copy & Paste in andere Anwendungen, Sidebar, erweiterte Wörterbücher |
| Babylon bzw. Babylon-Pro | Version 4.0.3       | Februar 2001      | Oberfläche überarbeitet, neues Konfigurationsmenü mit Lizenzverwaltung für eingebundene Produkte von Drittanbietern, verbesserte Wortanalyse ermöglicht bei konjugierten Wortformen eine zuverlässigere Erkennung der jeweiligen Grundform, Texterkennung in PDF-Dokumenten verbessert |

### Kostenlose Versionen des Babylon Translator Client
| Name                   | Versionsnummer  | Erscheinungsdatum                                        | Neuerungen |
| ---------------------- | --------------- | -------------------------------------------------------- | --- |
| Babylon Translator-Pro | Version 3.2.40  | Vor Februar 2001 (Beginn des kostenpflichtigen Angebots) | Ausgangssprache Englisch, Übersetzung in zwölf Sprachen, neue Umrechnungsfunktionen für Devisen und physikalische Größen, Sprachausgabe, Hinzufügen von Wörtern zu Wörterbüchern (?) Mangel bei PDF-Dokumenten: Zoomen oder Textabschnitte vergrößern, bevor die Software Wörter eindeutig erkannte. |
| Babylon Translator-Pro | Version 3.2     | 2000                                                     | Ausgangssprache Englisch, Übersetzung in zwölf Sprachen, neue Umrechnungsfunktionen für Devisen und physikalische Größen, Sprachausgabe, Hinzufügen von Wörtern zu Wörterbüchern (?) Mangel bei PDF-Dokumenten: Zoomen oder Textabschnitte vergrößern, bevor die Software Wörter eindeutig erkannte. |
| Babylon Translator     | Version 3.1     | 2000                                                     | Ausgangssprache Englisch, Übersetzung in zwölf Sprachen, neue Umrechnungsfunktionen für Devisen und physikalische Größen, Sprachausgabe, Hinzufügen von Wörtern zu Wörterbüchern (?) Mangel bei PDF-Dokumenten: Zoomen oder Textabschnitte vergrößern, bevor die Software Wörter eindeutig erkannte. |
| Babylon Translator     | Version 3.0.4.0 | 2000                                                     | Ausgangssprache Englisch, Übersetzung in zwölf Sprachen, neue Umrechnungsfunktionen für Devisen und physikalische Größen, Sprachausgabe, Hinzufügen von Wörtern zu Wörterbüchern (?) Mangel bei PDF-Dokumenten: Zoomen oder Textabschnitte vergrößern, bevor die Software Wörter eindeutig erkannte. |
| Babylon Translator     | Version 3.0     | 2000                                                     | Ausgangssprache Englisch, Übersetzung in zwölf Sprachen, neue Umrechnungsfunktionen für Devisen und physikalische Größen, Sprachausgabe, Hinzufügen von Wörtern zu Wörterbüchern (?) Mangel bei PDF-Dokumenten: Zoomen oder Textabschnitte vergrößern, bevor die Software Wörter eindeutig erkannte. |
| Babylon Translator     | Version 2.2.30  | 2000                                                     | Ausgangssprache Englisch, Übersetzung in zwölf Sprachen, neue Umrechnungsfunktionen für Devisen und physikalische Größen, Sprachausgabe, Hinzufügen von Wörtern zu Wörterbüchern (?) Mangel bei PDF-Dokumenten: Zoomen oder Textabschnitte vergrößern, bevor die Software Wörter eindeutig erkannte. |

### Babylon Glossary Builder
| Name                     | Versionsnummer              | Erscheinungsdatum | Beschreibung | Wörterbücher kompatibel mit |
| ------------------------ | --------------------------- | ----------------- | --- | --------------------------- |
| Babylon Glossary Builder | Version 3.1.0 (r10)         | 16. August 2007   | Unterstützt den Aufbau von Wörterbüchern in Microsoft Excel | Babylon 6                   |
| Babylon Builder          | Version 2.2 Build 0004.0000 |                   | Wörterbücher auf der Basis von TXT oder aus MS Word heraus gespeicherten HTML-Dateien | Babylon 5                   |
| Babylon Builder          | Version 1.0.63              |                   | Glossare können aus HTML-Dateien mit Bildern im BMP-, ICO- oder JPG-Format importiert bzw. in dieses Format exportiert werden. Das Programm unterstützt Arabisch, Deutsch, Englisch, Französisch, Italienisch, Japanisch, Russisch und Spanisch. |                             |

## Alternativen zu Babylon
Programme, die das volle Funktionsspektrum von Client und Glossary Builder abdecken, existieren noch nicht. Für die verschiedenen Funktionalitäten gibt es jedoch unterschiedliche Alternativen. Dazu zählen u. a. folgende Werkzeuge:
- Übersetzung mit einem Mausklick: Slicktionary und Lion
- Übersetzungsprogramme wie StarDict, QuickDic oder Quex, die keine Onlineverbindung benötigen
- Online-Wörterbücher wie LEO
- Maschinelle Übersetzungsdienste wie Babel Fish und die Google-Sprachtools
- Übersetzungsspeicher und Terminologie-Management-Systeme wie Wordfast
- Werkzeuge zur Umrechnung: Viele Banken bieten auf ihren Internetseiten Devisenrechner an, die mit dem im Babylon-Client integrierten Werkzeug verglichen werden können. Auch für physikalische Größen sind im Internet zahlreiche Seiten zu finden, die eine Umrechnung bestimmter Größen und Einheiten erlauben.

## Babylon als Malware
Im August 2010 stufte Microsoft die damals aktuelle Version als Malware ein. Diese Einstufung wurde innerhalb weniger Tage für eine aktualisierte Version widerrufen.
Bei der Babylon Toolbar handelt es sich um Adware und um einen Browser-Hijacker, der den installierten Browsern nicht nur eine Toolbar hinzufügt, sondern auch die Startseite auf Babylon Search ändert. Spybot hat diese Toolbar als Malware eingestuft und empfiehlt deren Deinstallation.